# Pasterek

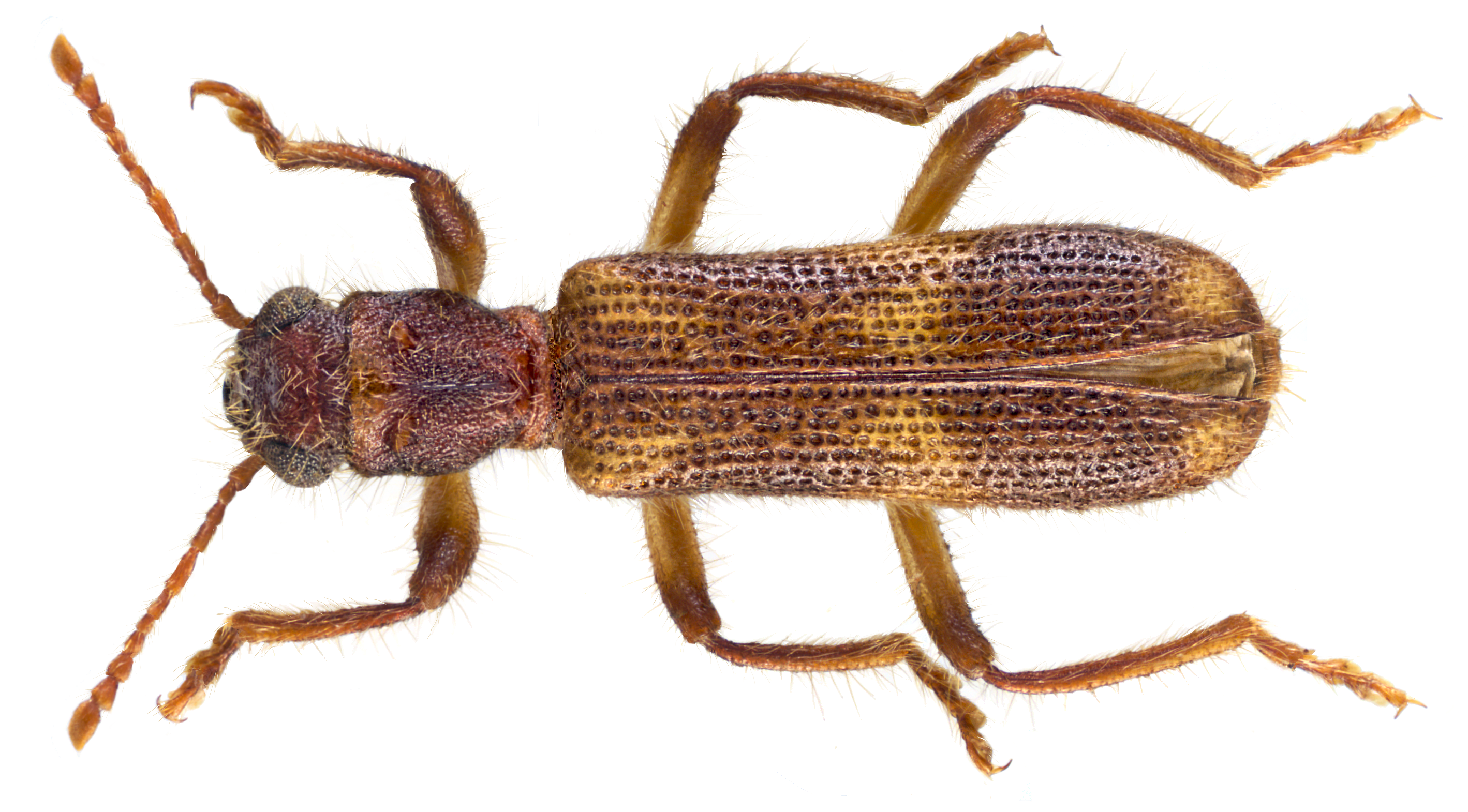
Pasterek domowy

Pasterek (Opilo) – rodzaj chrząszczy z rodziny przekraskowatych.
Chrząszcze te mają wydłużone, często przypłaszczone grzbietobrzusznie ciało, w przypadku fauny środkowoeuropejskiej osiągające od 7 do 13 mm oraz ubarwione w odcieniach żółci i brązu. Głowę mają zaopatrzoną w duże oczy złożone o słabo wykrojonych przednich brzegach, głaszczki szczękowe z trójkątnymi członami szczytowymi oraz długie czułki zbudowane z jedenastu członów, z których te nasadowe są spłaszczone. Przedplecze jest węższe niż podstawa pokryw. Te zaś są płaskie i rozszerzone z tyłu. Wszystkie odnóża mają stopy złożone z czterech widocznych członów. Odwłok odznacza się redukcją szóstego sternitu.
Są to owady saproksyliczne. Zarówno larwy jak i owady dorosłe są drapieżnikami, wyspecjalizowanymi w polowaniu na larwy i postacie dorosłe owadów ksylofagicznych i kambiofagicznych, w tym chrząszczach z takich grup jak kołatkowate, kózkowate, miazgowce, pustoszowate oraz ryjkowce (w tym kornikowate). Larwy pasterków przechodzą rozwój w żerowiskach kambio- i ksylofagów.
Rodzaj rozprzestrzeniony jest kosmopolitycznie. Z terenu Polski odnotowano cztery gatunki (zobacz: przekraskowate Polski), z których trzy umieszczone zostały na Czerwonej liście zwierząt ginących i zagrożonych w Polsce (w tym jeden jako przypuszczalnie już wymarły), a jeden także w Polskiej czerwonej księdze zwierząt jako gatunek zagrożony wymarciem w tym kraju (EN).
Do rodzaju tego należą gatunki:
- Opilo abeillei Korge, 1960
- Opilo barbarus (Abeille de Perrin, 1893)
- Opilo cilicicus Hintz, 1902
- Opilo congruus (Newman, 1842)
- Opilo difficilus Schenkling, 1912
- Opilo domesticus (Sturm, 1837) – pasterek domowy
- Opilo eburneocinctus Gorham, 1878
- Opilo formosanus Schenkling, 1912
- Opilo mityatakei Yoshimichi, 2004
- Opilo mollis (Linnaeus, 1758) – pasterek żwawy
- Opilo orocastaneus Zappi & Pantaleoni, 2010
- Opilo pallidus (Olivier, 1795) – pasterek blady
- Opilo pascoii Gorham, 1876
- Opilo sordidus Westwood, 1852
- Opilo taeniatus (Klug, 1842) – pasterek wystrojony
- Opilo tilloides (Chevrolat, 1876)
- Opilo triangulus Schenkling, 1902
- Opilo variipes Chevrolat, 1874
- Opilo whitei Gorham, 1876